# Lista de senadores do Brasil da 46.ª legislatura
Esta é a lista de senadores do Brasil da 46.ª legislatura do Congresso Nacional. Inclui-se o nome civil dos parlamentares, o partido ao qual eram filiados na data da posse, sua unidade federativa de origem, bem como outras informações. Esta legislatura do Senado Federal durou de 1 de fevereiro de 1979 a 31 de janeiro de 1983.

## Composição das bancadas
| Partido | Líder           | Bancada | Posição  |
| ------- | --------------- | ------- | -------- |
| PDS     | Amaral Peixoto  | 39 / 66 | Governo  |
| PMDB    | Franco Montoro  | 25 / 66 | Oposição |
| PDT     | Saturnino Braga | 1 / 66  | Oposição |
| PTB     | Nelson Carneiro | 1 / 66  | Oposição |

## Mesa diretora
| Imagem | Cargo              | Nome                                                | Partido | Estado              |
| ------ | ------------------ | --------------------------------------------------- | ------- | ------------------- |
|        | Presidente         | Jarbas Passarinho (Jarbas Gonçalves Passarinho)     | PDS     | Pará                |
|        | 1° Vice-Presidente | Murilo Badaró (Murilo Paulino Badaró)               | PDS     | Minas Gerais        |
|        | 2° Vice-Presidente | Agenor Maria (Agenor Nunes de Maria)                | PMDB    | Rio Grande do Norte |
|        | 1° Secretário      | João Calmon (João de Medeiros Calmon)               | PDS     | Espírito Santo      |
|        | 2° Secretário      | Alberto Silva (Alberto Tavares Silva)               | PMDB    | Piauí               |
|        | 3° Secretário      | José Sarney (José Ribamar Ferreira de Araújo Costa) | PDS     | Maranhão            |
|        | 4° Secretário      | Jutahy Magalhães (Jutahy Borges Magalhães)          | PDS     | Bahia               |
|        | 1° Suplente        | Itamar Franco (Itamar Augusto Cautiero Franco)      | PMDB    | Minas Gerais        |
|        | 2° Suplente        | Almir Pinto (Almir Santos Pinto)                    | PDS     | Ceará               |
|        | 3° Suplente        | Saturnino Braga (Roberto Saturnino Braga)           | PDT     | Rio de Janeiro      |
|        | 4° Suplente        | Nelson Carneiro (Nelson de Souza Carneiro)          | PTB     | Rio de Janeiro      |

## Senadores em exercício ao fim da legislatura
| Imagem              | Nome                                                      | Partido | Início de mandato       | Fim de mandato         | Observações                                                                        |
| Acre                | Acre                                                      | Acre    | Acre                    | Acre                   | Acre                                                                               |
| ------------------- | --------------------------------------------------------- | ------- | ----------------------- | ---------------------- | ---------------------------------------------------------------------------------- |
|                     | Laélia de Alcântara (Laélia Contreiras Agra de Alcântara) | PMDB    | 22 de janeiro de 1982   | 31 de janeiro de 1983  | Suplente de Adalberto Sena                                                         |
|                     | Jorge Kalume                                              | PDS     | 1° de fevereiro de 1979 | 31 de janeiro de 1987  |                                                                                    |
|                     | José Guiomard (José Guiomard dos Santos)                  | PDS     | 1° de fevereiro de 1963 | 31 de janeiro de 1983  |                                                                                    |
| Alagoas             |                                                           |         |                         |                        |                                                                                    |
|                     | Teotônio Vilela (Teotônio Brandão Vilela)                 | PMDB    | 1° de fevereiro de 1967 | 31 de janeiro de 1983  |                                                                                    |
|                     | Arnon de Mello (Arnon Affonso de Farias Mello)            | PDS     | 1° de fevereiro de 1963 | 31 de janeiro de 1983  |                                                                                    |
|                     | Luís Cavalcanti (Luís de Sousa Cavalcanti)                | PDS     | 1° de fevereiro de 1971 | 31 de janeiro de 1987  |                                                                                    |
| Amazonas            |                                                           |         |                         |                        |                                                                                    |
|                     | Evandro Carreira (Evandro das Neves Carreira)             | PMDB    | 1° de fevereiro de 1975 | 31 de janeiro de 1983  |                                                                                    |
|                     | Eunice Michiles (Eunice Mafalda Berger Michiles)          | PDS     | 12 de maio de 1979      | 31 de janeiro de 1987  | Suplente de João Bosco de Lima                                                     |
|                     | Raimundo Parente (Raimundo Gomes de Araújo Parente)       | PDS     | 1° de janeiro de 1979   | 31 de janeiro de 1987  |                                                                                    |
| Bahia               |                                                           |         |                         |                        |                                                                                    |
|                     | Luís Viana Filho                                          | PDS     | 1° de fevereiro de 1975 | 5 de junho de 1990     |                                                                                    |
|                     | Jutahy Magalhães (Jutahy Borges Magalhães)                | PDS     | 1° de fevereiro de 1979 | 31 de janeiro de 1995  |                                                                                    |
|                     | Antônio Lomanto Jr (Antônio Lomanto Júnior)               | PDS     | 1° de fevereiro de 1979 | 31 de janeiro de 1987  |                                                                                    |
| Ceará               |                                                           |         |                         |                        |                                                                                    |
|                     | Mauro Benevides (Carlos Mauro Cabral Benevides)           | PMDB    | 1° de fevereiro de 1975 | 31 de janeiro de 1983  |                                                                                    |
|                     | Almir Pinto (Almir Santos Pinto)                          | PDS     | 1° de fevereiro de 1979 | 31 de janeiro de 1983  | Suplente de César Cals                                                             |
|                     | José Lins (José Lins de Albuquerque)                      | PDS     | 1° de fevereiro de 1979 | 31 de janeiro de 1987  |                                                                                    |
| Espírito Santo      |                                                           |         |                         |                        |                                                                                    |
|                     | Dirceu Cardoso                                            | PMDB    | 1° de fevereiro de 1975 | 31 de janeiro de 1983  |                                                                                    |
|                     | Moacir Dalla                                              | PDS     | 1° de fevereiro de 1979 | 31 de janeiro de 1987  |                                                                                    |
|                     | João Calmon (João de Medeiros Calmon)                     | PDS     | 1° de fevereiro de 1971 | 31 de janeiro de 1983  |                                                                                    |
| Goiás               |                                                           |         |                         |                        |                                                                                    |
|                     | Lázaro Barbosa (Lázaro Ferreira Barbosa)                  | PMDB    | 1° de fevereiro de 1975 | 31 de janeiro de 1983  |                                                                                    |
|                     | Benedito Ferreira (Benedito Vicente Ferreira)             | PDS     | 1° de fevereiro de 1971 | 31 de janeiro de 1987  |                                                                                    |
|                     | Henrique Santillo (Henrique Antônio Santillo)             | PMDB    | 1° de fevereiro de 1979 | 31 de janeiro de 1987  | Eleito Governador de Goiás em 1986                                                 |
| Maranhão            |                                                           |         |                         |                        |                                                                                    |
|                     | Luís Fernando Freire (Luís Fernando de Oliveira Freire)   | PDS     | 18 de março de 1980     | 31 de janeiro de 1983  | Suplente de Henrique de La Rocque                                                  |
|                     | Alexandre Costa (Alexandre Alves Costa)                   | PDS     | 1° de fevereiro de 1971 | 29 de agosto de 1998   | Faleceu no exercício do cargo                                                      |
|                     | José Sarney (José Ribamar Ferreira de Araújo Costa)       | PDS     | 1° de fevereiro de 1971 | 15 de março de 1985    | Eleito Vice-Presidente do Brasil em 1985                                           |
| Mato Grosso         |                                                           |         |                         |                        |                                                                                    |
|                     | Vicente Vuolo (Vicente Emílio Vuolo)                      | PDS     | 1° de fevereiro de 1979 | 31 de janeiro de 1983  | Eleito para a vaga de Mendes Canale, que passou a representar o Mato Grosso do Sul |
|                     | Benedito Canelas (José Benedito Canelas)                  | PDS     | 1° de fevereiro de 1979 | 31 de janeiro de 1987  |                                                                                    |
|                     | Gastão Müller (Gastão de Matos Müller)                    | PDS     | 1° de fevereiro de 1979 | 31 de janeiro de 1987  |                                                                                    |
| Mato Grosso do Sul  |                                                           |         |                         |                        |                                                                                    |
|                     | Pedro Pedrossian                                          | PDS     | 1° de fevereiro de 1979 | 6 de novembro de 1980  | Nomeado Governador do Mato Grosso do Sul em 1980                                   |
|                     | Saldanha Derzi (Rachid Saldanha Derzi)                    | PDS     | 1° de fevereiro de 1979 | 31 de janeiro de 1995  |                                                                                    |
|                     | Antônio Mendes Canale                                     | PMDB    | 15 de março de 1987     | 31 de dezembro de 1994 | Eleito Governador de Mato Grosso do Sul em 1994                                    |
| Minas Gerais        |                                                           |         |                         |                        |                                                                                    |
|                     | Itamar Franco (Itamar Augusto Cautiero Franco)            | PMDB    | 1° de fevereiro de 1975 | 15 de março de 1990    | Eleito Vice-Presidente do Brasil em 1989                                           |
|                     | Murilo Badaró (Murilo Paulino Badaró)                     | PDS     | 1° de fevereiro de 1979 | 31 de janeiro de 1987  |                                                                                    |
|                     | Tancredo Neves (Tancredo de Almeida Neves)                | PMDB    | 1° de fevereiro de 1979 | 14 de março de 1983    | Eleito Governador de Minas Gerais em 1982                                          |
| Pará                |                                                           |         |                         |                        |                                                                                    |
|                     | Jarbas Passarinho (Jarbas Gonçalves Passarinho)           | PDS     | 1° de fevereiro de 1967 | 31 de janeiro de 1983  |                                                                                    |
|                     | Aloysio Chaves (Aloysio da Costa Chaves)                  | PDS     | 1° de fevereiro de 1979 | 31 de janeiro de 1987  |                                                                                    |
|                     | Gabriel Hermes (Gabriel Hermes Filho)                     | PDS     | 1° de fevereiro de 1979 | 31 de janeiro de 1987  |                                                                                    |
| Paraíba             |                                                           |         |                         |                        |                                                                                    |
|                     | Ivandro Cunha Lima (Ivandro Moura Cunha Lima)             | PMDB    | 21 de julho de 1977     | 31 de janeiro de 1983  | Suplente de Rui Carneiro                                                           |
|                     | Humberto Lucena (Humberto Coutinho de Lucena)             | PMDB    | 1° de fevereiro de 1979 | 13 de abril de 1998    | Faleceu no exercício do cargo                                                      |
|                     | Milton Cabral (Milton Bezerra Cabral)                     | PDS     | 1° de fevereiro de 1971 | 31 de janeiro de 1987  |                                                                                    |
| Paraná              |                                                           |         |                         |                        |                                                                                    |
|                     | Leite Chaves (Francisco Leite Chaves)                     | PMDB    | 1° de fevereiro de 1975 | 31 de janeiro de 1983  |                                                                                    |
|                     | José Richa                                                | PMDB    | 1° de fevereiro de 1979 | 14 de março de 1983    | Eleito Governador do Paraná em 1982                                                |
|                     | Affonso Camargo (Affonso Camargo Neto)                    | PMDB    | 1° de fevereiro de 1979 | 31 de janeiro de 1995  |                                                                                    |
| Pernambuco          |                                                           |         |                         |                        |                                                                                    |
|                     | Marcos Freire (Marcos de Barros Freire)                   | PMDB    | 1° de fevereiro de 1975 | 31 de janeiro de 1983  |                                                                                    |
|                     | Aderbal Jurema (Aderbal de Araújo Jurema)                 | PDS     | 1° de fevereiro de 1979 | 19 de maio de 1986     | Faleceu no exercício do cargo                                                      |
|                     | Nilo Coelho (Nilo de Sousa Coelho)                        | PDS     | 1° de fevereiro de 1979 | 9 de novembro de 1983  | Faleceu no exercício do cargo                                                      |
| Piauí               |                                                           |         |                         |                        |                                                                                    |
|                     | Bernardino Viana (Bernardino Soares Viana)                | PDS     | 15 de março de 1979     | 31 de janeiro de 1983  | Suplente de Petrônio Portela                                                       |
|                     | Alberto Silva (Alberto Tavares Silva)                     | PMDB    | 17 de março de 1979     | 31 de janeiro de 1987  | Suplente de Dirceu Arcoverde, posteriormente eleito Governador do Piauí em 1986    |
|                     | Helvídio Nunes (Helvídio Nunes de Barros)                 | PDS     | 1° de fevereiro de 1971 | 31 de janeiro de 1987  |                                                                                    |
| Rio de Janeiro      |                                                           |         |                         |                        |                                                                                    |
|                     | Saturnino Braga (Roberto Saturnino Braga)                 | PDT     | 1° de fevereiro de 1975 | 31 de dezembro de 1985 | Eleito Prefeito do Rio de Janeiro de 1985                                          |
|                     | Amaral Peixoto (Ernâni do Amaral Peixoto)                 | PDS     | 1° de fevereiro de 1971 | 31 de janeiro de 1987  |                                                                                    |
|                     | Nelson Carneiro (Nelson de Souza Carneiro)                | PTB     | 1° de fevereiro de 1979 | 31 de janeiro de 1995  |                                                                                    |
| Rio Grande do Norte |                                                           |         |                         |                        |                                                                                    |
|                     | Agenor Maria (Agenor Nunes de Maria)                      | PMDB    | 1° de fevereiro de 1975 | 31 de janeiro de 1983  |                                                                                    |
|                     | Dinarte Mariz (Dinarte de Medeiros Mariz)                 | PDS     | 1° de fevereiro de 1963 | 9 de julho de 1984     | Faleceu no exercício do cargo                                                      |
|                     | José Martins Filho (José Abílio de Souza Martins Filho)   | PDS     | 14 de outubro de 1980   | 31 de janeiro de 1987  | Suplente de Jessé Freire                                                           |
| Rio Grande do Sul   |                                                           |         |                         |                        |                                                                                    |
|                     | Paulo Brossard (Paulo Brossard de Souza Pinto)            | PMDB    | 1° de fevereiro de 1975 | 31 de janeiro de 1983  |                                                                                    |
|                     | Pedro Simon (Pedro Jorge Simon)                           | PMDB    | 1° de fevereiro de 1979 | 31 de janeiro de 1987  | Eleito Governador do rio Grande do Sul em 1986                                     |
|                     | Tarso Dutra (Tarso de Morais Dutra)                       | PDS     | 1° de fevereiro de 1971 | 5 de maio de 1983      |                                                                                    |
| Santa Catarina      |                                                           |         |                         |                        |                                                                                    |
|                     | Evelásio Vieira                                           | PMDB    | 1° de fevereiro de 1975 | 31 de janeiro de 1983  |                                                                                    |
|                     | Lenoir Vargas (Lenoir Vargas Ferreira)                    | PDS     | 1° de fevereiro de 1971 | 1° de agosto de 1986   |                                                                                    |
|                     | Jaison Barreto (Jaison Tupi Barreto)                      | PMDB    | 1° de fevereiro de 1979 | 31 de janeiro de 1987  |                                                                                    |
| São Paulo           |                                                           |         |                         |                        |                                                                                    |
|                     | Orestes Quércia                                           | PMDB    | 15 de março de 1975     | 14 de março de 1983    | Eleito Vice-Governador de São Paulo em 1982                                        |
|                     | Antônio Amaral Furlan (Antônio Osvaldo do Amaral Furlan)  | PDS     | 1° de fevereiro de 1979 | 31 de janeiro de 1987  |                                                                                    |
|                     | Franco Montoro (André Franco Montoro)                     | PMDB    | 1° de fevereiro de 1971 | 14 de março de 1983    | Eleito Governador de São Paulo em 1982                                             |
| Sergipe             |                                                           |         |                         |                        |                                                                                    |
|                     | Gilvan Rocha (João Gilvan Rocha)                          | PMDB    | 1° de fevereiro de 1975 | 31 de janeiro de 1983  |                                                                                    |
|                     | José Passos Porto                                         | PDS     | 1° de fevereiro de 1979 | 31 de janeiro de 1987  | Após deixar o cargo, foi diretor-geral do Senado entre 1987 e 1992                 |
|                     | Lourival Baptista                                         | PDS     | 1° de fevereiro de 1971 | 31 de janeiro de 1995  |                                                                                    |